# زمین‌لرزه ۱۹۷۰ تونگ‌های
زمین‌لرزه تونگ‌های  در تاریخ ۴ ژانویه ۱۹۷۰ میلادی، برابر با ‎۱۴ دی ۱۳۴۸، ساعت ۱۷:۰۰:۴۰ به زمان یوتی‌سی در چین ، منطقه تونگ‌های رخ داد. ژرفای این زلزله ۱۴٫۱ کیلومتر بود. بزرگی آن ۷٫۲ در مقیاس Mw اعلام شده‌است. زمین‌لرزه به وقت محلی در روز دوشنبه، ساعت ۱ روی داده و منطقه زمانی آن یوتی‌سی +۸ بوده‌است .
سازمان زمین‌شناسی آمریکا نیز جای این زمین‌لرزه را در مختصات ۲۴°۰۶′شمالی ۱۰۲°۳۰′شرقی / ۲۴٫۱°شمالی ۱۰۲٫۵°شرقی و بزرگی آنرا برابر با ۷٫۸ در مقیاس ریشتر اعلام کرده‌است. ژرفای گزارش شده از سوی این سازمان ۳۱ کیلومتر می‌باشد.
شمار کشتگان زلزله حدود ۱۵۶۲۱ نفر بوده‌است.تعداد زخمیان ۲۶۷۸۳ نفر برآورده شده‌است.